# Hydrocotyle javanica
Hydrocotyle javanica là một loài thực vật có hoa trong Họ Cuồng. Loài này được Thunb. mô tả khoa học đầu tiên năm 1798.